# 다케노쓰카역
다케노쓰카역(일본어: 竹ノ塚駅, たけのつかえき)은 일본 도쿄도 아다치구에 있는 도부 철도 이세사키 선 역이다. 역 번호는 TS 14이다.

## 역사
- 1900년 3월 21일: 영업 개시.
- 2016년 5월 29일: 하행 급행선이 입체화.
- 2020년 9월 26일: 상행 급행선이 입체화.
- 2022년 3월 20일: 승강장 입체화.

## 역 구조
1면 2선 섬식 구조의 고가역이다.

### 승강장
| 번선 | 노선                 | 방향 | 행선                                                                         |
| ---- | -------------------- | ---- | ---------------------------------------------------------------------------- |
| 1    | 도부 스카이트리 라인 | 상행 | 니시아라이・기타센주・도쿄 스카이트리・아사쿠사・ 히비야선 나카메구로역 방면 |
| 2    | 도부 스카이트리 라인 | 하행 | 소카・기타코시가야・도부 도부쓰코엔・미나미쿠리하시 방면                     |

## 역 주변

### 히가시구치
히가시구치 로터리는 도부 철도 선의 각 역 중에서 규모가 크고 주변에는 이온 마켓이나 긴자 코지코나, 기타 빵집과 서점 등 소매점이 입지한다.
다케노쓰카 역 동쪽 출입구 상점가의 명칭은 1988년에 "카린 로드 상점가"로 변경되었다.
- 다케노쓰카 단지
- 다케노쓰카 지역 학습 센터
- 아다치 구청 다케노쓰카 구민 사무소
- 아다치 구립 다케노쓰카 도서관
- 다케노쓰카 지역 학습 센터
- 아다치 구 북부 복지 사무소
- 아다치 다케노쓰카 우체국
- 아다치키타 우체국
- 군마 은행 아다치 지점
- 경시청 다케노쓰카 경찰서
- 이토 요카도 다케노쓰카점
- 다케노쓰카 모터 스쿨(지정 자동차 교습소)

### 니시구치
니시구치 구내권은 도부 철도 관련 기업에 국한되며 택시 승강장도 긴류 자동차 전용이기 때문에 타사 차량의 손님을 기다리는 일은 없다.
- 아다치 구청 이코 구민 사무소
- 이코마치 단지
- 아다치 니시타케노쓰카 우체국
- 아다치 구립 제14중학교
- 도쿄 지하철 다케노쓰카 차량 기지(센주 검차구 다케노쓰카 분실)
- 에미 엘타와 다케노쓰카
  - 세이유 다케노쓰카점
  - 다케노쓰카 보건 종합 센터
- 택시 승강장

## 사진

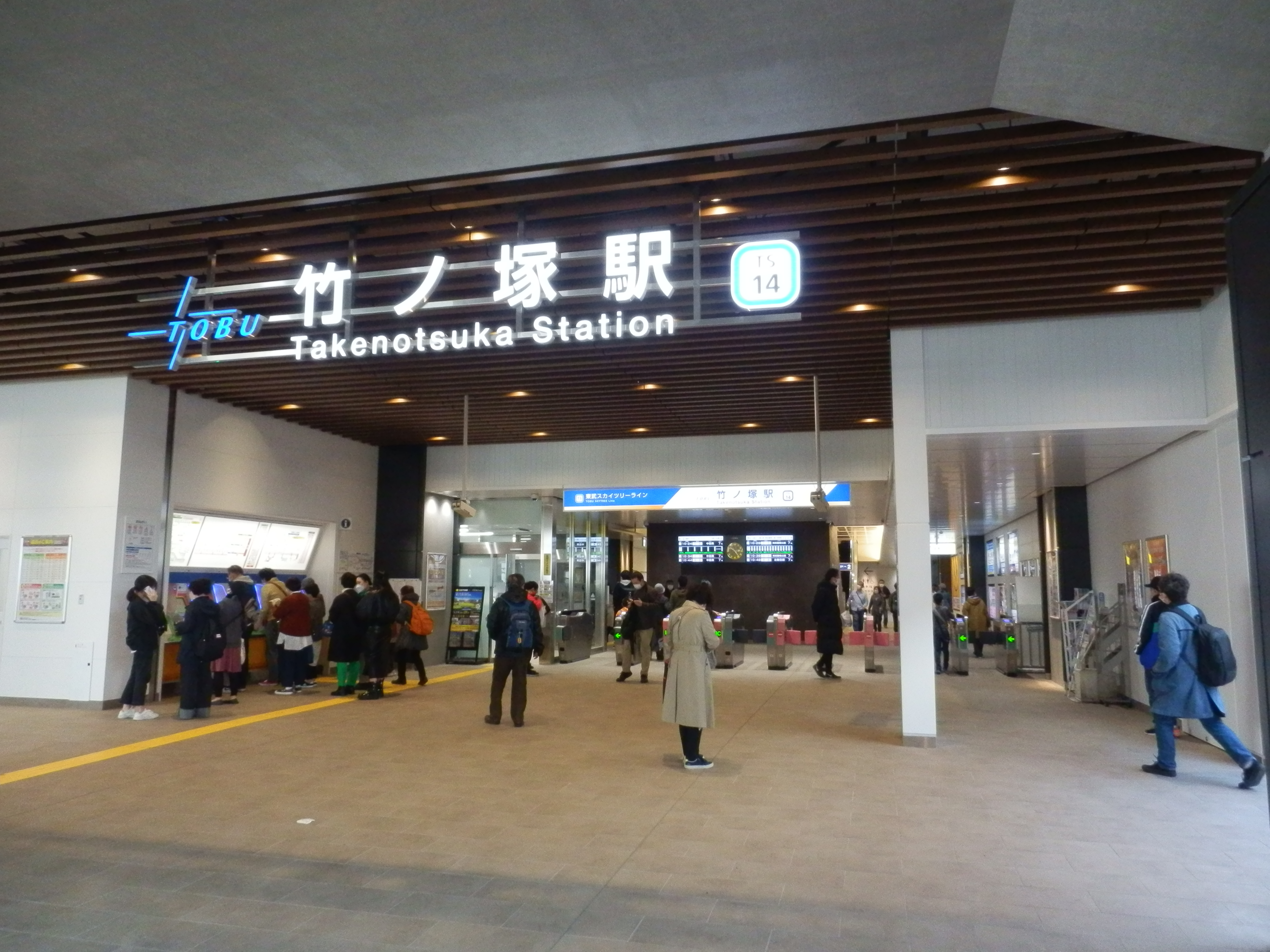
개찰(2022년 3월 20일)

## 인접역
| 도부 철도 이세사키 선(도부 스카이트리 라인) | 도부 철도 이세사키 선(도부 스카이트리 라인) | 도부 철도 이세사키 선(도부 스카이트리 라인) |
| ------------------------------------------- | ------------------------------------------- | ------------------------------------------- |
| TS 13 니시아라이 나카메구로 방면            | ■ 보통                                      | 야쓰카 TS 15 도부 도부쓰코엔 방면           |